# カヤキリ
カヤキリ（萱螽蟖・茅螽蟖・萱切・茅切、Pseudorhynchus japonicus）は、バッタ目キリギリス科カヤキリ属の昆虫。和名は「カヤ（ススキの別名）に棲むキリギリス」の意味。

## 分布
本州の東北南部以南（特に海岸線に沿って多く分布）、四国、九州。韓国に同種と思われるものがいる。
体長（翅端まで）65-68mm。日本のキリギリスの仲間としては最大クラスの体格を持つ。頭部は円錐形でやや曲線を伴う。口器は大きく、特に大顎は朱色を帯び非常に目立つ。また顔面は僅かに黄褐色を帯び、大顎と相まって特徴的な顔つきを呈する。体全体の感じはクビキリギスを太らせたような印象で、胸部及び前翅の白線が目立つ。直翅昆虫としては後ろ足は体の割に小さく、殆ど飛び跳ねない。また羽も長いが飛翔せず、移動はほぼ歩行のみである。極希に長翅型を出すが、ほぼ水平に滑空するだけで上昇は出来ないが、明かりに来ることもある。オスの前胸背面は後端に行くほど広がり、発音器も大きい。メスの前胸背面はほぼ真っ直ぐ。産卵管は腹部とほぼ同じ長さで、翅の先から突き出す。また、海外にはオオカヤキリが生息する。

## 生態
ススキを始め、アシ、オギ、ダンチク等大型イネ科植物の群落に棲息し、これらの若い茎や穂を主食とする。棲息にはある程度の広さが必要で、また定期的に草刈りが行われ草原の状態が維持される事も条件となる。上記のように移動力に欠けるため、環境破壊に非常に弱い。草原が管理されなくなりクズやセイタカアワダチソウなどに占領されたりすると姿を消す。
夜間、非常に大きな鳴き声で「ジャーーーーーーーーーーーーーーー」と鳴く。ほぼ完全な夜行性で、昼間は根本近くの葉の裏などに潜み、夜になると這い上がって高い場所に出てくる。
捕まえようとすると頭を持ち上げ顔をこちらに向け、大顎を開いて威嚇する。このときオス成虫はしばしば発音する。同様の習性はシブイロカヤキリ、ヒサゴクサキリなどにも見られ、国内外を問わずクサキリ類で顔が派手なものは、ほぼすべてこの習性を有する。
5-6月頃孵化し7-8月頃羽化し成虫になる。成虫寿命は比較的短く、1ヶ月半-2ヶ月程度である。メスは産卵管でイネ科の高茎草本の根元近くの葉鞘内に数個纏めて産卵する。